# ويلي جونز
ويلي جونز (بالإنجليزية: Wiley Jones) هو شخصية أعمال أمريكي، ولد في 14 يوليو 1848 في مقاطعة ماديسون في الولايات المتحدة، وتوفي في 7 ديسمبر 1904 في باين بلاف في الولايات المتحدة.